# Епархия Порт-Харкорта
Епархия Порт-Харкорта (лат. Dioecesis Portus Harcurtensis) — епархия Римско-Католической церкви c центром в городе Порт-Харкорт, Нигерия. Епархия Порт-Харкорта входит в митрополию Калабара. Кафедральным собором епархии Порт-Харкорта является церковь Тела Христова.

## История
16 мая 1961 года Римский папа Иоанн XXIII издал буллу Quod Apostolis, которой учредил епархию Порт-Харкорта, выделив её из епархии Оверри.
24 августа 1964 года епархия Порт-Харкорта передала часть своей территории новой миссии Sui iuris Бомади (сегодня - Апостольский викариат Бомади). 

## Ординарии епархии
- епископ Godfrey Okoye CSSp (1961 — 1970);
- епископ Alexius Obabu Makozi (1991 — 2009);
- епископ Camillus Archibong Etokudoh (2009 — по настоящее время).

## Источник
- Annuario Pontificio, Libreria Editrice Vaticana, Città del Vaticano, 2003, ISBN 88-209-7422-3
- Булла Quod Apostolis, AAS 54 (1962), стр. 260  (лат.)